# Lithobius degerboeli
Lithobius degerboeli är en mångfotingart som beskrevs av J.R. Eason 1981. Lithobius degerboeli ingår i släktet Lithobius och familjen stenkrypare.
Artens utbredningsområde är Thailand. Inga underarter finns listade i Catalogue of Life.